# Victoria Lungu
Victoria Lungu (n. 27 noiembrie 1971, Grinăuți, raionul Râșcani, URSS) este o cântăreață de muzică ușoară, romanțe și de estradă din Republica Moldova. Este cunoscută mai ales pentru piesa Crede-mi Iubirea, care este cartea sa de vizită.

## Biografie
S-a născut în familia lui Gheorghe și Zinaida Lungu. Între anii 1978 – 1989 a învățat la școala medie de cultură generală din satul Grinăuți, apoi între anii 1979–1984 la școala muzicală din satul Pelinia, specialitatea vioară, ulterior începând cu 1989 a studiat la Institutul de Arte din Chișinău la facultatea actor de teatru și cinema, unde absolvește în anul 1992 si urmează cursurile Conservatorului de Stat din Chișinău la facultatea canto de estradă și jazz, absolvind-o în 1997.
Și-a demonstrat profesionalismul în domeniul muzicii ușoare participând la numeroase concerte și festivaluri, la care deține și premii, fapt ce a contribuit la o recunoaștere a interpretei de către publicul larg și de către elita muzicală. Se implică cu entuziasm în diverse concerte de binefacere din țară. Un accent important în realizarea carierei sale de interpretă a constituit-o și colaborarea cu compozitori și textieri profesioniști. 

## Premii
- 1992 – premiul II la Festivalul de muzică ușoară din Buzău
- 1993 – premiul II la Festivalul de muzică ușoară din Moldova „Clipa de noroc”
- 1999 – premiul I la Festivalul de muzică ușoară din Moldova „Maluri de Prut”

## Discografie
- 2000: Vacanta la mare (casa de discuri Can Records)